# Lubień Dolny
Lubień Dolny (deutsch Niederhagen, früher Niedernhagen) ist ein Dorf in der polnischen Woiwodschaft Westpommern. Es ist Sitz eines Schulzenamts der Stadt- und Landgemeinde Resko (Regenwalde).

## Geographische Lage
Das Dorf liegt in Hinterpommern an der linken Seite der Rega, etwa sechs Kilometer südöstlich der Stadt Regenwalde (Resko), zwanzig Kilometer nordwestlich der Stadt Labes (Łobez) und 70 Kilometer nordöstlich der Stadt Stettin.

## Geschichte

Niederhagen (Nedderhage) und Obernhagen (Overhagen) südöstlich der Stadt Regenwalde (Regenwolde) auf der Landkarte des Eilhard Lubinus von 1618 (Ausschnitt)

Die Ortschaft bestand im 18. Jahrhundert aus zwei Anteilen, A und B. Niederhagen A war ein Allodialgut, zu dem das Vorwerk, die Schäferei, die Ziegelei, der aus zwei Bauernhöfen bestehende Schulzenhof und ein weiterer Bauernhof gehörten. Besitzer von Niederhagen A war um 1780 der Landespolitiker Otto Friedrich Fürchtegott von Bonin. Zu Niederhagen B, das um die gleiche Zeit der Generalmajor, Oberhofmeister und Nationalökonom Adrian Heinrich Graf von Borcke besaß, gehörten das Schulhaus und vier Bauernhöfe.
Am Anfang des 19. Jahrhunderts gab es in Niederhagen A sieben Bauernhöfe, die gegenüber dem Gut in Elvershagen dienstpflichtig waren, und in Niederhagen B vier Bauernhöfe, die nach Stargordt dienten. Zur gleichen Zeit waren sieben der acht Bauernhöfe und der Kossät im benachbarten Kirchort Obernhagen ebenfalls gegenüber Elvershagen dienstpflichtig. Im Rahmen der seit 1811 vorgenommenen Regulierung der bäuerlichen und gutsherrlichen Verhältniss wurden von dem Gut in Obernhagen sechs Bauernhöfe abgetrennt und 1813 öffentlich zum Kauf angeboten.  Die Ortschaft Obernhagen  wurde im Zuge dieser Reform insgesamt an Niederhagen B angegliedert. Infolge dieser Verwaltungsmaßnahme verlor Obernhagen den Charakter eines eigenständigen Dorfs und bildete fortan einen Wohnplatz der Dorfgemeinde Niederhagen. Im Jahr 1816 hatte der Wohnplatz Obernhagen 118 Einwohner.
Um das Jahr 1930 umfasste die Gemarkung der Gemeinde Niederhagen eine Fläche von 13 km². Auf dem Gemeindegebiet bestand neben Niederhagen der Wohnplatz Obernhagen. Insgesamt standen auf dem Gemeindegebiet 53 bewohnte Wohnhäuser.
Bis 1945 gehörte Niederhagen zum Kreis Regenwalde im Regierungsbezirk Stettin, seit 1939 im Regierungsbezirk Köslin  der preußischen Provinz Pommern des Deutschen Reichs.
Gegen Ende des Zweiten Weltkrieges wurde die Region im Frühjahr 1945 von der Roten Armee besetzt. Wenig später wurde Niederhagen unter polnische Verwaltung gestellt. Soweit sie nicht geflohen war, wurde die deutsche Bevölkerung in der darauf folgenden Zeit von der örtlichen polnischen Verwaltungsbehörde vertrieben. Niederhagen wurde in Lubień Dolny umbenannt.

## Einwohnerzahlen
- 1852: 336[5]
- 1871: 308[2]
- 1925: 405, darunter vier Katholiken, keine Juden[4]
- 1933: 387[6]
- 1939: 361[6]

## Kirchspiel
Bis 1945 war die Bevölkerung von Niederhagen mit wenigen Ausnahmen evangelisch. Im 18. und 19. Jahrhundert waren die Evangelischen des Dorfs Niederhagen im Kirchort Obernhagen eingepfarrt.